# Ira Gessel
Ira Martin Gessel (nacido el 9 de abril de 1951 en Filadelfia, Pensilvania]) es un matemático estadounidense, conocido por su trabajo en combinatoria. Es profesor de la Universidad Brandeis desde hace mucho tiempo y reside en Arlington (Massachusetts).

## Semblanza
Gessel estudió en la Universidad Harvard y se graduó cum laude en 1973. Allí, se convirtió en Putnam Fellow en 1972, junto con Arthur Rubin y David Vogan.
Obtuvo su doctorado en el Instituto de Tecnología de Massachusetts y fue el primer estudiante de Richard P. Stanley. Posteriormente, fue investigador postdoctoral en el IBM Watson Research Center y en el MIT. Posteriormente, se incorporó al profesorado de la Universidad Brandeis en 1984. Fue ascendido a profesor de Matemáticas e Informática en 1990, ocupó la cátedra entre 1996 y 1998, y pasó a ser profesor emérito en 2015.
Gessel es un prolífico autor de artículos en combinatoria algebraica y en combinatoria enumerativa. Se le atribuye la invención de la función cuasisimétrica en 1984, y el trabajo fundacional del teorema de inversión de Lagrange. En 2017, Gessel asesoró a 27 estudiantes de doctorado.
Fue elegido miembro de la American Mathematical Society en 2012. Desde 2015, es editor asociado de la Biblioteca Digital de Funciones Matemáticas.

## Conjetura de la trayectoria reticular de Gessel
Gessel ha realizado contribuciones significativas a un área de la combinatoria conocida como recorridos reticulares, que suelen producirse en una red de puntos de coordenadas enteras y, en ocasiones, se limitan al cuadrante superior derecho. Una excursión es un recorrido reticular que comienza en el origen y regresa a él. Un camino reticular en el cuadrante superior derecho con cuatro pasos posibles (arriba, abajo, noreste y suroeste) se conoce actualmente como excursión de Gessel.
Hacia 2001, Gessel había observado empíricamente y conjeturado que el número de excursiones de Gessel con 2n pasos admite una forma hipergeométrica cerrada simple. Esta ecuación de función de conteo en forma cerrada se conoció como la conjetura de la trayectoria reticular de Gessel. En 2009 se publicó una demostración asistida por computadora de la conjetura de Gessel por Manuel Kauers, Christoph Koutschan y Doron Zeilberger.
El premio David P. Robbins de 2022 de la American Mathematical Society se otorgó a Alin Bostan, Irina Kurkova y Kilian Raschel por su artículo de 2017 "Una demostración humana de la conjetura de la trayectoria reticular de Gessel".

## Activismo político
En 1970, mientras cursaba el último año de secundaria, Ira Gessel y su hermano Michael Gessel fundaron una organización política, un movimiento de bases ligado al Comité para acabar con los baños de pago en Estados Unidos. El movimiento tuvo un gran éxito y se disolvió en 1976.